# 팍스경제TV
팍스경제TV는 증권·재테크 전문 경제방송채널이다. 2010년 1월 개국을 시작으로 2010년 8월부터 송출되었다. 2010년부터는 IPTV 송출을 시작하였고 이어 스카이라이프와 CATV에서도 방송하고 있다.
2017년 키위미디어그룹에서 아시아경제TV를 인수하였으며 암호화폐를 주제로 다양한 포맷의 프로그램을 방영하고 있다. 또한 한국 매체 최초로 세계적인 비트코인 전문 매체, 비트코인 웹 플랫폼 ‘비트코인닷컴’에 소개된 바 있다.

## 같이 보기
- 디원TV
- 다큐원
- Mplex